# Yapou, bétail humain
Yapou, bétail humain (家畜人ヤプー, Kachikujin yapū) est le roman d'un auteur mystérieux, Shōzō Numa (沼 正三, Numa Shōzō). Le roman est une satire grinçante du Japon de l’après-guerre essayant de liquider les désillusions engendrées par la reddition sans condition du pays en 1945. 
Ce roman « politique » ou « idéologique », selon Yukio Mishima, est à la fois la représentation d’un « désenchantement du monde » et de son « réenchantement » tragicomique sous la forme d’une science-fiction fonctionnant sur le modèle de la dystopie (contre-utopie). Le roman cherche à montrer que la « culture japonaise » n’est qu’un « don » ou une construction (des Occidentaux ?) en vue de « domestiquer » les Japonais. Yapou, bétail humain opère une déconstruction parodique du « fantasme » de l’Occident pour le Japon, de cet « étrange objet de désir » que reste le « Japon » pour l’Occident. Ce rapport est décrit d’un point de vue « japonais », celui de l’auteur mystérieux de ce roman, hanté, traumatisé, charmé par la défaite de 1945, qui n’hésite pas à pousser l’autodérision jusqu’au masochisme.

## Résumé

### Contexte général
Yapou, bétail humain est le récit fabuleux des aventures dans le futur de Clara Von Kotwick, une jeune noble allemande, et de son fiancé japonais, Rinichiro Sebe, après la chute accidentelle d’un vaisseau venu précisément du futur, qui s’écrase brutalement à la surface de la Terre au XXe siècle, non loin de Wiesbaden, en Allemagne de l’Ouest, dans les années 1960. La jeune pilote du vaisseau s'appelle Pauline. Elle est la puissante descendante d'une des familles les plus célèbres de ce futur.  
Pauline ne réalise pas tout de suite qu'elle est remontée dans le temps. Elle confond Clara avec une de ses contemporaines, et Rinichiro avec un Yapoo, une sorte d'animal de ferme destiné à obéir aveuglément à sa maîtresse. Clara se laisse progressivement entraîner par Pauline dans sa vision controversée mais fascinante de la relation entre les humains et Yapoo, ce qui finira par changer à jamais la relation entre elle et son fiancé.  

### Blancs, Jaunes, Noirs
Ce vaisseau spatial vient en effet d’un Empire qui existe quelque 2 000 ans plus tard, appelé EHS, acronyme de « Empire of Hundred Suns », l’empire des cent soleils, parfois également désigné comme « l’Empire britannique universel ». EHS est un « empire de la ségrégation » reposant sur la « chaîne tricolore » (Blanc, Noir, Jaune). En outre, la société qui le compose a érigé la domination des femmes en système politique. Les rôles y sont inversés : les hommes (« Blancs ») s’occupent des enfants et de culture, ils sont coquets et efféminés, etc. Les « Noirs » sont traités comme des esclaves ; bien que vus comme des membres de l'humanité, ils sont considérés seulement comme des « demi-êtres humains », et disposent donc de « demi-droits de l’homme ». Les « Jaunes » enfin, autrement dit les Japonais ou Yapou, ne font plus partie du genre humain. Ce sont des pièces de bétail, de bétail « humain », selon le néologisme créé par Numa : kachikujin (家畜人), littéralement « homme d'élevage ». La race jaune non japonaise, elle, a presque été anéantie par les armes nucléaires et bactériennes.

### Singes intelligents
Les Yapous sont en fait des « singes intelligents » : ils relèvent de l’espèce « Simius sapiens ». Mais la perte de leur humanité confère aux Yapous un statut encore plus bas que celui de l’animal. Avec cela, c'est un dernier verrou dans l’exploitation de l’homme par l’homme qui saute : celui qui devrait garantir l'inviolabilité de tout être humain, en raison de son intelligence, de sa raison.
Dans ces conditions, les Yapous sont des biens meubles, des choses que l'on peut posséder. Ils sont d'ailleurs transformés en meubles (kagu) au service des Blancs et forment un incroyable bestiaire : settens et vomitoirs qui ont rendu inutile l’usage des toilettes, jouets sexuels que sont les cunnilingers, penilingers, la paire de ski pouky, à quoi s'ajoutent toutes sortes de Yapous miniatures : mens-midjets, yapamatron, analer, pygmées de table, vivistylo, etc.

### Clara et Rinichiro
Le fil conducteur du récit est constitué par le renversement de la relation entre Clara et Rinichiro. Le roman décrit le destin ironique de la relation amoureuse de ce couple germano-nippon (l’axe du mal) qui n’opposera bientôt plus qu’une « maîtresse » (domina / shujin) à son « animal » domestique (Pets / kachikujin). Pour ce faire, le livre adopte la forme d’une relation de voyage, à la manière des Voyages de Gulliver, qui permet au lecteur de prendre la mesure de l’évolution du monde depuis le XXe siècle. Il se termine avec la « reddition sans condition » de Rinichiro au 49e et dernier chapitre, soit après quelque mille cinq cents pages (mais à peine une trentaine d’heures se sont alors passées dans le roman), lorsque Rinichiro se résigne si bien à son sort qu’il n’hésite pas à se faire l’apôtre de la société « éshienne ».

## Le mystère entourant l’identité de l’auteur
Yapou, bétail humain (家畜人ヤプー, Kachikujin yapū) est un roman étonnant et détonnant par sa fortune éditoriale, son contenu et le mystère entourant l’identité de son auteur. La revue Bungeishunjyū (文藝春秋), dans son numéro de septembre 2004, le classe, avec une critique de Oniroku Dan 団鬼六, dans une liste les « 57 ouvrages qui auront fait trembler le Japon » (日本を震撼させた５７冊, nihon o shinkansaseta 57 satsu), liste qui  rassemble aussi bien Daraku-ron (La chute de Sakaguchi Andō), Hiroshima notto (« Notes de Hiroshima ») de Kenzaburō Ōe  que Aoi toki (l’heure bleue ?) de Yamaguchi Momoe.

### Le pseudonyme
Shōzō Numa est un pseudonyme et l’identité réelle de l’auteur se cachant sous ce nom reste à ce jour inconnue. Le correspondant du journal Le Monde Philippe Pons qui l’a rencontré à l’occasion de la sortie de la traduction française du roman rapporte que Numa a longtemps travaillé dans le milieu de l’édition. Numa avoue quant à lui avoir choisi ce pseudonyme en hommage à Ernest Sumpf, un spécialiste allemand du sadomasochisme : Sumpf, en allemand, comme Numa, en japonais, signifient « marais » ou « marécage ». C’est sous ce pseudonyme que l’auteur commence à faire paraître sous le titre de Carnets d’un visionnaire (ある夢想家の手帳から, aru musōka no techō kara) de courts essais dans la revue Kitan Club, et c’est dans cette même revue que la publication en feuilleton de Kachikujin Yapū débutera en 1956. 

### Hypothèses et rumeurs
Plusieurs hypothèses (à quoi s'ajoute la rumeur de sa mort) circulent au Japon sur son identité sans que jamais l’une ou l’autre ait pu être confirmée. La rumeur désigna même un temps Yukio Mishima, qui tenait ce livre comme « probablement le plus grand roman « idéologique » (kannen shōsetsu) de l’après-guerre écrit par un Japonais ». D'après Yoshio Kō, l’agent de Shōzō Numa, Mishima est le véritable découvreur du texte dont il avait lu les feuilletons parus dans Kitan Club. Et c'est ce même Mishima qui lui a apporté les épisodes qu’il avait lui-même découpés dans cette revue en lui demandant d’agir pour que ce texte soit publié sous la forme d’un livre. 
Les soutiens que ce roman obtint auprès de Tatsuhiko Shibusawa, Yutaka Haniya ou encore Takeo Okuno firent également de ceux-ci des « prétendants » potentiels. Lorsque le bruit courut qu’un haut fonctionnaire du ministère de la justice se cachait sous ce pseudonyme, Tetsuo Amano qui se présentait jusqu’alors comme son représentant déclara être Shōzō Numa avant de se rétracter lorsque la rumeur cessa.
Selon certains commentateurs, Numa serait un pseudonyme employé par plusieurs auteurs (y compris Amano Tetsuo) pour la rédaction non seulement de Yapou, bétail humain, mais également des Carnets. Haniya Yutaka a avancé qu’il aurait pu être écrit par un étranger voire une femme. Le mystère concernant l’identité de Shōzō Numa reste à ce jour entier. Kō Yoshio, annonce qu’il la révèlera dans… son testament.
Un des aspects les plus intéressants de ce roman est que son (ou ses) auteur l'a écrit sur une période de plus de 40 ans, tout en réussissant son anonymat, qui trouvera sa justification entre autres dans les attaques dont le roman sera l’objet de la part de groupuscules d’extrême-droite.

## Portée de l'œuvre
Yapou, bétail humain est d’abord le témoignage d’une algolagnie revendiquée. Le texte est  écrit sous l’impulsion d’une « excitation masochiste » provoquée par la désillusion qu’entraîne chez son auteur l’annonce par l'empereur Hirohito de sa nature « humaine » (et non plus divine) lors de son message de nouvel an, le 1er janvier 1946, affirmation qui parachève aux yeux de l’auteur l’œuvre de démolition du Japon impérial : « Le caractère divin de l'empereur, qui avait structuré ma psychologie pendant la guerre, était soudain détruit. C'est sans doute cette désillusion qui se transforma en moi en excitation masochiste. Je ne pourrais pas dire que la nature de ce mécanisme psychologique me soit à présent totalement clair. »
On comprend que le mécanisme psychologique évoqué par Numa ne soit pas « totalement clair » si on part de l’hypothèse que, d'une part, au-delà de la dimension « personnelle » de cette œuvre, au-delà de la réaction d’un individu, Yapou, bétail humain illustre à sa manière le bouleversement des valeurs que connaît le Japon après la défaite de 1945, et que d'autre part ce bouleversement engendre ce que l’on pourrait appeler le syndrome de « félicité du faible » touchant les élites intellectuelles de cet « après-guerre » qui ne veut pas dire son nom.
C'est ainsi que l'auteur de Yapou écrit : « On considère habituellement le 15 août 1945 comme le jour où la guerre a pris fin au Japon. On parle alors de « fin de la guerre » comme si le phénomène pouvait être comparable à un phénomène naturel : la guerre aurait pris fin… naturellement. Cette expression est trompeuse et m’a toujours exaspéré que ce soit avant, pendant ou après la guerre. Car elle procède de la même logique, de la même amertume, qui voulait que chaque bataille perdue fut considérée comme un repli stratégique de nos troupes et la défaite du Japon comme une mort honorable. L’annonce de la reddition du pays est considérée comme la date marquant la fin de la guerre. Pourquoi ne peut-on parler simplement de la défaite ? »
Défaite personnelle ? Défaite de tout un peuple ? D’une idéologie ? La parodie grotesque, la fiction grinçante que représente ce roman « inachevé » de près de 1 500 pages ne peut se lire hors de ce contexte.

## Destin éditorial
Le mystère de l’identité réelle de l’auteur a contribué et contribue encore au succès commercial et éditorial de Yapou, bétail humain. Le roman a connu de nombreuses rééditions et on estime[Quand ?] qu’il s’est vendu à plus d’un million d’exemplaires.

### Publication en revue
Yapou, bétail humain paraît pour la première fois en feuilletons dans la revue Kitan Club (綺譚クラブ) dans la livraison de décembre 1956. Kitan Club est une revue qui a paru entre juin 1952 et mars 1975, connaissant une interruption en 1955 à la suite d'une interdiction. Elle aura tour à tour été publiée par les éditions Akebono (曙出版), Tenno (天皇出版)  et finalement Kawade Shobō Shinsha. Kitan Club, spécialisée dans les œuvres littéraires traitant de comportements sexuels « déviants » (abnormal zasshi アブノーマル雑誌), publiera aussi le célèbre Hana to Hebi (花と蛇 Flower and Snake) de Oniroku Dan (en). Le musée de l’Anormal (風俗資料館 Abnormal Museum) à Shinjuku (Tōkyō), abrite la collection complète des numéros de Kitan Club et d’autres revues traitant des mêmes matières.
Shōzō Numa avait commencé à écrire dans cette revue de « petits essais », publiés sous le titre Aru musoka no techo kara (« Carnets d’un visionnaire »), dans lesquels il détaillait ses « désirs d’humiliation ». Les parutions de Yapou se succèdent jusqu’en juin 1959 soit une vingtaine d’épisodes avant que Numa soit contraint d’arrêter sa collaboration. On lui renvoie en effet son manuscrit en lui demandant de « reprendre son texte et d’en assouplir certaines formules afin de répondre aux exigences de la censure » (Numa, postface de 1970). 

### Publication sous forme de roman
La revue dirigée par Shômei Hiraoka, Chi to Bara (Le Sang et la Rose) republie ensuite dans son numéro 4, la totalité des épisodes déjà parus à la fin des années 1960. Il faut cependant attendre 1970 pour que les éditions Toshi (都市出版) fassent paraître en un volume (28 chapitres) ce qui va s’appeler la « première partie » ou la « version originale ». Lors de sa parution, le livre est vendu 1 000 yens, un prix relativement élevé à l’époque. Il s’en vend néanmoins 300 000 exemplaires. L'ouvrage est réédité en poche en 1972, et les éditions Kadogawa bunko (角川文庫) en écoulent 200 000 exemplaires. Entre-temps, le texte a connu et connaîtra de nouvelles éditions chez différents éditeurs.

### Adaptations dans divers arts
Le livre a connu deux adaptations en manga, celle de Egawa Tetsuya, dont la publication en France et en Italie est annulée, et celle de Shōtarō Ishinomori, qui n'a été publié qu'en japonais. Yapou a également été l’objet d’adaptations pour le théâtre et le music-hall. Le livre a donné son nom à un fameux club sadomasochiste de Tokyo. En 2006, Kō Yoshio, l’agent de Shōzō Numa, avait lancé une souscription pour une adaptation cinématographique de l'œuvre.

### Traductions
Ce roman reste peu traduit, à part une traduction chinoise parue à Taïwan en 2002. La traduction de Sylvain Cardonnel proposée aux éditions Désordres-Laurence Viallet en trois volumes reste à ce jour l'une des seules en langue occidentale, avec celle italienne d'une version en manga, bien que celle soit, par contre, interrompue. Des traductions en russe et en turc seraient en cours.[réf. nécessaire] Il n’existe pas de traduction en anglais de ce texte. 
Véritable phénomène au Japon, cet ouvrage n’est pourtant mentionné en France dans aucune histoire de la littérature japonaise contemporaine. C’est sur les conseils d’un contact japonais que l’éditrice Laurence Viallet en a appris l’existence et en a commandé la traduction.

### Distinction
Yapou, bétail humain a obtenu le Prix Sade en 2006.

## Réception au Japon

### Dans les dictionnaires de littérature japonaise
On trouve d’abord une première mention du roman à l’entrée « Shōzō Numa » dans le Nihon kindai bungaku daijiten (Le Grand Dictionnaire de la littérature moderne, 1978). L’article est signé Takeo Okuno.

« Shōzō Numa : écrivain et essayiste. L’identité réelle de l’auteur est inconnue bien qu’il soit devenu un centre d’intérêt des médias. Le roman Kachikujin yapû paraîtra en vingt livraisons dans la revue Kitan Club à partir du mois de décembre de l’année shôwa 31. Ce roman-fleuve est une œuvre fantastique poussant le masochisme jusqu’à son comble, dans laquelle l’auteur, servi par une impressionnante érudition dans le domaine de la SF et de l’Histoire, et doué d'une riche imagination, décrit les kachiku-jin (Yapous) apprenant à se réjouir de leur transformation en objets sexuels (machines sexuels/godemichet), pygmées, chaussures, chiottes au service de belles femmes blanches. Remarqué et encensé par Yukio Mishima, Yutaka Haniya, Tatsuhiko Shibusawa, Takeo Okuno, ce livre finit par être publié entre louanges et critiques en janvier de l’année Shôwa 45 (1970) aux éditions Toshi et devient un best-seller. »

Le Nihon gendai bungaku daijiten (Le Grand Dictionnaire de la littérature japonaise contemporaine, 1994) offre deux entrées rédigées par Yokoi Tsukasa, écrivain et spécialiste de science-fiction. La première est consacrée au roman et reprend les informations du Nihon gendai shosetsu daijiten figurant ci-dessus, qu’il complète en précisant que la parution de l’œuvre dans la revue SM Sniper donna lieu à 38 livraisons entre février 1988 et mars 1991. L’article se poursuit avec un résumé plus fourni du roman se terminant par le commentaire suivant :

« Ce roman n’est pas un simple roman sensuel (kannō shosetsu) décrivant sadisme et masochisme, mais dénonce au travers de la relation "discrimination-victime de la discrimination", la structure du pouvoir de l’État et s’efforce de déconstruire la culture traditionnelle du Japon dans une parodie du Kojiki et du Nihonshoki reposant sur des jeux de mots et des calembours. Cette œuvre doit également retenir l'attention en tant qu’œuvre de SF prenant pour thème un autre monde (un monde étranger). »

L’entrée « Shōzō Numa » apporte les informations suivantes :

« Date de naissance inconnue. Écrivain et essayiste. Auteur de Kachikujin Yapū (shōwa 45, 59 et heisei 3). Auteur dont le nom est caché depuis les premiers textes qu’il a fait paraître en revues. C’est à partir de la première publication de son livre que plusieurs hypothèses ont commencé à circuler sur son identité. Les noms de plusieurs écrivains tels Yukio Mishima, Tatsuhiko Shibusawa, Ryūichi Tamura, entre autres ont été avancés. Le nom d’un juge du tribunal de grande instance de Tokyo ayant été dévoilé par un magazine, son représentant auprès de l’éditeur, Amano Tetsuo (né en taishô 15, 1926) prétendit qu’il était Shōzō Numa, puis se rétracta : la véritable identité de l’auteur reste un mystère. Sous le pseudonyme de Shōzō Numa, sont également parus les Carnets d’un visionnaire ("aru musôka no techo kara") en cinq volumes de shōwa 45 à shōwa 51. »

Dans le Nihon gendai shosetsu daijiten, (le Grand Dictionnaire des romans japonais contemporains, 2004), on trouve un article plus long sur ce roman, donnant la chronologie des éditions et rééditions successives de l’œuvre de Numa ainsi qu’un résumé conséquent de l’argument du roman, signé Suekuni Yoshimi.

« Roman fleuve publié pour la première fois en feuilletons dans la revue Kitan Club (de décembre de l’année shôwa 31 (1956) à juillet de l’année shôwa 33 (1958), ceux-ci sont réunis, complétés, sous la forme d’un livre publié chez Bessatsu Toshi puis dans les revues Erochika ("Erotica") et Parodi ("Parodie") avant que sa publication ne s’interrompe. Une version complète paraît dans la revue SM Sniper entre février de l’année shôwa 63 (1988) et mars de l’année heisei 3 (1991). La première édition en livre remonte à février shôwa 45 (1970) aux éditions Toshi. La suite du roman écrite après l’interruption ainsi que le début paraissent en mai de shôwa 59 (1984) chez Kadogawa Shoten. Une nouvelle version complétée paraît en décembre de l’année heisei 3 (1991) aux éditions Million. Enfin une édition récapitulative depuis les débuts paraît en trois volumes aux éditions Ota entre janvier et mars de l’année heisei 5 (1993).
Grande œuvre représentative de la littérature masochiste du Japon. On peut dire qu’elle est fort représentative de l’après-guerre au sens où elle est une parodie de l’interprétation qui veut voir dans le masochisme l’origine de l’esprit de sacrifice (gisei seishin) et de fidélité (loyauté, chûgi) du Bushidô, de cet esprit Bushidô qui envoya toute une génération à la mort. Le parti-pris du roman est de montrer que la culture japonaise n’est qu’un don des Blancs en vue de "domestiquer" les Japonais, il offre un éclairage intéressant sur le fait que personne ne remette en question et prenne pour argent comptant la "tradition" et la "culture" japonaises ou que ces interrogations quand elles existent restent superficielles. En s’appuyant sur une conception masochiste de l’Histoire et de la théorie sociale, cette œuvre a également un rôle important en tant que "roman intellectuel" (shisô shosetsu). Proposant une relecture de l’Histoire et de la structure sociale, il soulève les problèmes concernant la différence sexuelle (gender) et le pouvoir de l’État. »

### Par la critique littéraire japonaise

#### Miyoko Tanaka
Si Yapou, bétail humain est le récit d’une algolagnie revendiquée, sa portée dépasse de loin l’éventuelle « pathologie » de son auteur. Dans un article, Réflexions sadiques sur le masochisme, Miyoko Tanaka s’interroge sur l’intention de Shōzō Numa :

« Pour l’auteur, le héros de cette aventure fantasmagorique, Rinichiro Sebe, jeune homme du xxe siècle qui se retrouve plongé dans cet empire des femmes blanches du xle siècle, doit briller du lyrisme élégiaque des garçons japonais dont le front est ceint d’un bandeau marqué du soleil rouge. Ne peut-on pas alors voir en ce jeune homme dressé comme un animal par cet État féministe, la douleur de l’image héroïque du Japon humilié et outragé ? Ne peut-on pas voir dans l’expérience masochiste de Sebe Rinichiro, l’image exacte de l’évanouissement de l’esprit japonais qui a suivi la défaite, et de la farce de l’autojustification sans limites qui lui a immédiatement succédé ? S’agenouillant devant les femmes blanches, recevant leur baptême d’urine, ce qu’il fait revivre par cet hymne masochiste, c’est précisément le rituel de la rédemption de tous les hommes japonais : il en est le représentant. (Traduit par Sylvain Samson in Cahier critique, éditions Désordres / Laurence Viallet. »

Miyoko Tanaka avance la thèse que ce roman est une tentative de  rédemption dans le masochisme du Japon humilé par la guerre. Derrière l’anonymat de l’auteur, et au travers du personnage de Sebe Rinichiro, se voile et se dévoile la figure du masochiste. Numa avoue lui-même que le nom de Sebe est une référence au prénom, Séverin, du héros de Vénus à la fourrure de Leopold von Sacher-Masoch.

#### Yukio Mishima

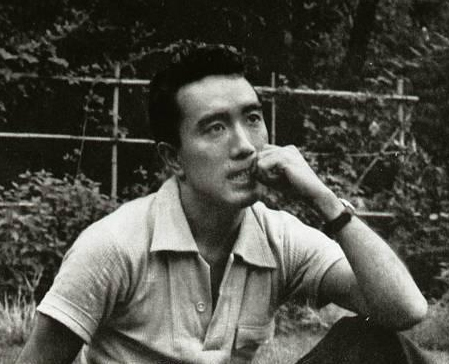
Yukio Mishima

Yukio Mishima s’est exprimé à plusieurs reprises sur le roman de Shōzō Numa. Rares sont cependant les traces écrites de la critique qu’il fait de Yapou. Outre l’entretien déjà cité avec Terayama Shûji, c’est dans la treizième livraison (1970) d’un essai sur le roman, intitulé Shôsetsu towa nani ka ? (小説とは何かQu’est-ce que le roman ?) que l’on trouve le commentaire suivant.

« Ce qui donne à sentir que ce roman a une puissance de séduction aussi forte que les Cent vingt-journées de Sodome du marquis de Sade n’est pas sa ressemblance sur la scatologie, mais pour le dire en un mot la logique de sa construction. Le monde de Kachikujin yapū n’est pas un monde de folie. Il est d’une crudité à vous en rendre malade tant sa logique est imparable, pour ainsi dire sociologique. L’écriture de ce roman n’est pas spécialement intéressante sur le plan littéraire, l’émotion ne tient pas particulièrement dans le détail de la phrase. Et sur ce point, il ressemble beaucoup au Cent-vingt journées. Ce qui est ahurissant est tout simplement le libre-arbitre (la volonté) à l’œuvre dans cette gigantesque construction. Ce monde qu’il décrit repose en réalité sur la même logique dominants/dominés à l’œuvre dans notre société. Et ce monde est si grotesque que cette œuvre ne doit pas être appréciée comme la simple analogie ou la satire du nôtre. Le masochisme est une perversion, mais lorsque la volonté (le libre arbitre) et la puissance d’une imagination sont poussées jusqu’à cet extrême, on peut dire qu’ils sont l’expression de la tentative d’opérer une expérience radicale d’où quelque chose peut surgir. En prenant une perversion comme base de départ, le frisson qui s’empare du lecteur, soudain convaincu qu’il faudra aller jusqu’à de telles extrémités, manifeste pleinement le ressort sur lequel ce roman est construit. Alors n’importe quelle immondice (horreur) pourra se changer en beauté, car cette beauté-là, nonobstant des différences de degré appartient à notre sensibilité abritant notre catégorie du beau. »

#### Takeo Okuno
Le témoignage de Takeo Okuno, l’auteur de la notice consacrée à Shōzō Numa dans le Nihon kindai bungaku daijiten (Le Grand Dictionnaire de la littérature moderne) est éclairant à plus d’un titre sur les circonstances et la réception de roman. Dans une postface qu’Okuno rédige lors de la publication de la première édition complète de Yapou en 1970 (édition Million), il écrit : 

« C’est Yukio Mishima qui a prononcé les paroles les plus dithyrambiques sur l’intérêt exceptionnel de Yapou, bétail humain de ce Shōzō Numa, son parfum sulfureux (gimi no warusa), l’exceptionnelle inspiration de ce roman et la forte imagination de son auteur. Nous nous retrouvions quatre ou cinq fois l’an à cette période (1957) à deux ou trois pour discuter et Mishima : "Toi qui lis Kitan Club, as-tu lu Yapou, bétail humain, cette histoire incroyable que publie cette revue ?" Évidemment, je la lisais. Mais ce qui m’intéressait le plus dans ce roman était la partie concernant la machine à remonter le temps (time machine) de cette société du futur décrit dans ce roman de science-fiction et j’ai été très intrigué (surpris) par la façon dont Mishima n’hésitait pas à recommander ce livre, car je nourrissais malgré tout certains doutes sur cette œuvre. Autrement dit, je n’étais prêt à reconnaître la valeur de ce roman qu’à l’intérieur de cet univers que représentait de Kitan Club. C’est pour cela que je suis au regret de dire que Yukio Mishima fut le premier à découvrir (percevoir) la valeur universelle et littéraire de Yapou, bétail humain. »

Okuno s’explique ensuite sur les raisons des réserves qu’il avait d’abord eues concernant le livre contrairement à l’enthousiasme de Mishima. 

« En dix ans, entre le moment où j’ai lu ce roman lors de ses premières publications en 1957 (shôwa 32) et aujourd’hui, mon impression s’est profondément modifiée, non pas que le roman ait changé : c’est moi qui ai changé. À l’époque, je m’étais innocemment réjoui de texte représentant le comble du masochisme et plusieurs obstacles m’avaient empêché d’apprécier pleinement l’existence heureuse des Yapous. Le premier de ces obstacles tient à ce nationalisme qui avait pris forme inconsciemment en moi et qui était partagé par l’ensemble des Japonais durant ces dix dernières années. La fierté d’être Japonais. L’orgueil des Japonais dont le pays était devenu inopinément la seconde puissance du monde, un géant économique. Ce qui autrement dit correspondait à la dissolution du complexe d’infériorité (inferiority complex) que nous avions envers les Blancs issus des pays développés de l’Occident. Ce nationalisme prenait chez la plupart la forme de l’illusion d’un retournement de ce complexe, l’illusion que seuls les Japonais se distinguaient au sein de la race jaune. Ce qui était d’ailleurs une réalité indubitable. Jadis, je veux dire il y a plus de dix ans, j’avais accepté sans douleur aucune — je l’avais compris du point de vue du rapport homme/femme — le parti-pris du roman décrivant l’empire universel d’EHS deux mille ans plus tard comme un État aristocratique composé de Blancs qui plus est des descendants sélectionnés par la reine d’Angleterre où les Yapous, en vérité la race jaune comprenant les barbares (Yaban) ont été déchus de leurs droits humains et sont tenus pour une tribu des singes dont le statut est inférieur à celui des Noirs et réduits à l’état de bétail (kachikujin) au service des Blancs. Il était évident que les Japonais avaient été un peuple inférieur. Nous avions persévéré naturellement dans un complexe racial envers les anglo-saxons. Voilà la raison pour laquelle je ne l’avais pas ressenti il y a dix ans. Or, en relisant ce texte aujourd’hui, dix ans plus tard, sur cette question, je sens que cette fierté des Japonais n’est pas sans liens [avec ce complexe]. »

#### Masao Abe
Masao Abe analyse ce phénomène en revenant sur l'insistance des Japonais à mettre en avant leur particularité, et sur l’impossibilité supposée pour un non-Japonais de les comprendre. Le Japon pense sa « modernité » dans le cadre de l’opposition Japonais/Occidental ,souvent reformulée sur le mode de l’opposition particulier/universel, tout en semblant refuser que l’intelligence occidentale puisse avoir une efficacité universelle qui la rende à même de comprendre la singularité japonaise. La Raison serait incapable de tout rationaliser. Si cette attitude (japonaise) peut apparaître comme une tentative de sauvegarder une « identité culturelle » face au système rationaliste d’Occident que le Japon a largement adopté (administration, techniques, sciences, philosophie, voire religion), elle n’en a pas moins un effet secondaire et pervers. 
Si cette « modernisation du Japon » est vécue ou présentée comme un progrès, cette attitude contribue à développer le schéma « Japonais/Occidental ou particulier/universel » en posant d’un côté « l’Occidental – l’universel – l’avancé » et de l'autre « le Japonais – le particulier – l’attardé ». C’est ce schéma, ajoute Abe, qui a sous-tendu plus ou moins tout choix culturel lorsqu’il s’est agi de remplacer un élément jugé indigne (indigène) par un élément occidental (par exemple le kimono par la redingote). La conséquence de cette attitude est la formation d’un « complexe d’infériorité que l’on contracte souvent vis-à–vis du modèle » explique Masao Abe en 1970.

« Les années d’immédiat après-guerre offraient l’image saisissante d’une colonisation pour ainsi dire esthético-érotico-culturelle aboutissant, dans ses formes extrêmes au cas typique du mâle japonais physiquement complexé, en situation d’idolâtrie aux pieds de l’orgueilleuse blonde. Cette vision que l’on rencontrait dans des magazines destinés à une clientèle spéciale (les « sado-masochistes ») et qui se retrouve sublimée dans le monumental roman de science-fiction du mystérieux auteur Shozo Numa, Kachikujin Yapoo ("Yapoo l’homme domestiqué", 1968), représente un cas limite de cette image, masochiste et narcissique, que le Japonais se complaît parfois à se faire renvoyer par le miroir de l’universalité occidentale devant lequel il se place volontiers pour voir combien il est loin de dépasser sa particularité et de se transformer selon le modèle occidental. »

Shōzō Numa va encore plus loin. Car c’est précisément à une critique de la supercherie dissimulée par ce « nationalisme japonais » qu’il se livre en paraissant démontrer (au-delà de son cas personnel) que ce nationalisme est en réalité l’expression d’un masochisme de masse que la défaite n’a fait que révéler, masochisme de masse qui peut se lire dans le phénomène de la repentance (le pacifisme) ou dans les mouvements négationnistes de l’Histoire. Pour Shōzō Numa, la défaite de 1945 est un échec non pas seulement militaire et idéologique, mais aussi psychologique, dont les effets se font sentir dans le Japon de l’après-guerre (« rejet du Japon » par les Japonais, féminisation des hommes japonais, libération de la femme, culte du Blanc, sentiment d’infériorité, désir de reconnaissance). Selon Shōzō Numa, l’avènement de ce Japon « moderne », incarné dans le roman par la figure de Rinichiro, est une construction idéologique qui aura manqué son objectif, mais en aura pourtant atteint un autre : l’aliénation totale du Japon à l’Occident (aux Blancs). 
Il s’agit d’en tirer les conséquences. L’auteur utilise pour ce faire le procédé de la science-fiction pour mieux dénoncer ce masochisme (compris comme désir de soumission, mais également comme inaugurant la seule attitude pouvant servir à dénoncer le fort) à la source de l’esprit de sacrifice et de loyauté du Japonais « moderne » (éthique du bushidô) qui survit à la défaite. Cette éthique du bushidô (pétrie de confucianisme) n’aura en définitive réussi qu’à conduire toute une génération à la mort. Le parti pris du roman de « démontrer » que cette « culture » ou « cette identité » japonaises ne sont en réalité qu’un « don » ou une construction (des Occidentaux) en vue de « domestiquer » les Japonais devient ainsi la conséquence directe de la soi-disant « lutte des races » qui caractérise la marche du monde depuis la fin du XIXe siècle.